# Tambourissa
Tambourissa is een geslacht van bedektzadigen uit de familie Monimiaceae. Het omvat meer dan 50 soorten, die enkel voorkomen in Madagaskar en de Mascarenen.

## Soorten
- Tambourissa alaticarpa Lorence
- Tambourissa amplifolia (Tul.) A.DC.
- Tambourissa bathiei Cavaco
- Tambourissa beanjadensis Lorence
- Tambourissa boivinii A.DC.
- Tambourissa bosseri Jérémie & Lorence
- Tambourissa capuronii Cavaco
- Tambourissa castri-delphini Cavaco
- Tambourissa cocottensis Lorence
- Tambourissa comorensis Lorence
- Tambourissa cordifolia Lorence
- Tambourissa crassa Lorence
- Tambourissa decaryana Cavaco
- Tambourissa dorrii Lorence & Jérémie
- Tambourissa elliptica (Tul.) A.DC.
- Tambourissa ficus (Tul.) A.DC.
- Tambourissa floricostata Cavaco
- Tambourissa gracilis Perkins
- Tambourissa hildebrandtii Perkins
- Tambourissa humbertii Cavaco
- Tambourissa kirkii Cavaco
- Tambourissa lastelliana (Baill.) Drake
- Tambourissa leptophylla A.DC.
- Tambourissa longicarpa Lorence
- Tambourissa madagascariensis Cavaco
- Tambourissa mandrarensis Jérémie & Lorence
- Tambourissa manongarivensis Lorence
- Tambourissa masoalensis Lorence & Jérémie
- Tambourissa moeheliensis Lorence
- Tambourissa nicolliae Jérémie & Lorence
- Tambourissa nitida Danguy
- Tambourissa nosybensis Lorence
- Tambourissa paradoxa Perkins
- Tambourissa parvifolia Baker
- Tambourissa pedicellata Baker
- Tambourissa peltata R.Br. ex Baker
- Tambourissa perrieri Drake
- Tambourissa purpurea A.DC.
- Tambourissa quadrifida Sonn.
- Tambourissa rakotozafyi Lorence & Jérémie
- Tambourissa religiosa A.DC.
- Tambourissa sieberi (Tul.) A.DC.
- Tambourissa tau Lorence
- Tambourissa tetragona (Boivin ex Tul.) A.DC.
- Tambourissa thouvenotii Danguy
- Tambourissa trichophylla Baker
- Tambourissa uapacifolia Cavaco